# Basil Aubrey Coad
Basil Aubrey Coad, britanski general, * 27. september 1906, Portsmouth, Anglija, † 26. marec 1980, Wiltshire, Anglija.